# The Spectator (tygodnik)
The Spectator – brytyjski tygodnik, będący jednocześnie najstarszym nieprzerwanie wydawanym magazynem angielskojęzycznym (nie mylić z The Spectator – brytyjską gazetą wychodzącą w latach 1711–1714). Profil pisma określa się jako konserwatywny.

## Redaktorzy naczelni
- Robert Stephen Rintoul – założyciel tygodnika, 1828–1858
- Richard Holt Hutton 1861–1887
- John St. Loe Strachey 1887–1925
- Evelyn Wrench 1925–1932
- Henry Wilson Harris 1932–1952
- Walter Taplin 1953–1954
- Ian Gilmour 1954–1959
- Brian Inglis 1959–1962
- Iain Hamilton 1962–1963
- Iain Macleod 1963–1965
- Nigel Lawson 1966–1970
- George Gale 1970–1973
- Harold Creighton 1973–1975
- Alexander Chancellor 1975–1984
- Charles Moore 1984–1990
- Dominic Lawson 1990–1995
- Frank Johnson 1995–1999
- Boris Johnson 1999–2005
- Matthew d’Ancona 2006–2009
- Fraser Nelson od 2009